# Arraya-Maestu
Arraya-Maestu (oficialmente en euskera: Arraia-Maeztu) es un municipio español de la provincia de Álava, en la comunidad autónoma del País Vasco.
Este municipio se formó en 1958 por la unión de los municipios de Apellániz, Arraya y Laminoria. Originalmente se denominó Maestu, pero en 1987 adoptó su denominación actual.

## Demografía
Arraya-Maestu cuenta con una población de 822 habitantes (INE 2024).
| Gráfica de evolución demográfica de Arraya-Maestu entre 1960 y 2021 |
| |
| Población de derecho según los censos de población del INE Población de hecho según los censos de población del INEEn estos censos se denominaba Maestu: 1970 y 1981 Entre el censo de 1970 y el anterior, crece el término del municipio porque incorpora a 01510 (Corres) Entre el censo de 1960 y el anterior, aparece este municipio porque se fusionan los municipios 01503 (Apellániz), 01506 (Arraya) y 01517 (Laminoria) |

| Gráfica de evolución demográfica de Arraya-Maestu entre 1988 y 2020 |
|                                                                     |

## Administración y política

### Gobierno municipal
| Partido político                                              | 2015  | 2015       | 2011  | 2011       | 2007  | 2007       | 2003        | 2003        | 1999    | 1999       | 1995  | 1995       |
| Partido político                                              | %     | Concejales | %     | Concejales | %     | Concejales | %           | Concejales  | %       | Concejales | %     | Concejales |
| Euzko Alderdi Jeltzalea-Partido Nacionalista Vasco (EAJ-PNV)  | 51,11 | 4          | 45,81 | 4          | 40,25 | 4          | 44,01       | 3           | 47,33   | 4          | 38,09 | 4          |
| Euskal Herria Bildu (EH Bildu)-Bildu                          | 37,39 | 3          | 31,86 | 2          | —     | —          | —           | —           | —       | —          | —     | —          |
| Partido Popular del País Vasco (PP)                           | 8,41  | 0          | 15,35 | 1          | 13,69 | 1          | 17,77       | 1           | 15,02   | 1          | 12,31 | 1          |
| Partido Socialista de Euskadi-Euskadiko Ezkerra (PSE-EE PSOE) | 1,77  | 0          | 5,12  | 0          | 3,94  | 0          | 2,69        | 0           | 2,47    | 0          | 7,47  | 0          |
| Maeztuko Aukera Candidatura Independiente (MA)                | —     | —          | —     | —          | 28,01 | 2          | 33,47       | 3           | 22,43   | 2          | 21,98 | 2          |
| Eusko Abertzale Ekintza-Acción Nacionalista Vasca (EAE-ANV)   | —     | —          | —     | —          | 7,47  | 0          | —           | —           | —       | —          | —     | —          |
| Eusko Alkartasuna (EA)                                        | —     | —          | —     | —          | 5,39  | 0          | Con PNV     | Con PNV     | Con PNV | Con PNV    | 8,79  | 0          |
| Unidad Alavesa (UA)                                           | —     | —          | —     | —          | —     | —          | 1,45        | 0           | 4,12    | 0          | 9,67  | 0          |
| Euskal Herritarrok (EH)-Herri Batasuna (HB)                   | —     | —          | —     | —          | —     | —          | Ilegalizado | Ilegalizado | 7,82    | 0          | —     | —          |

### Organización territorial

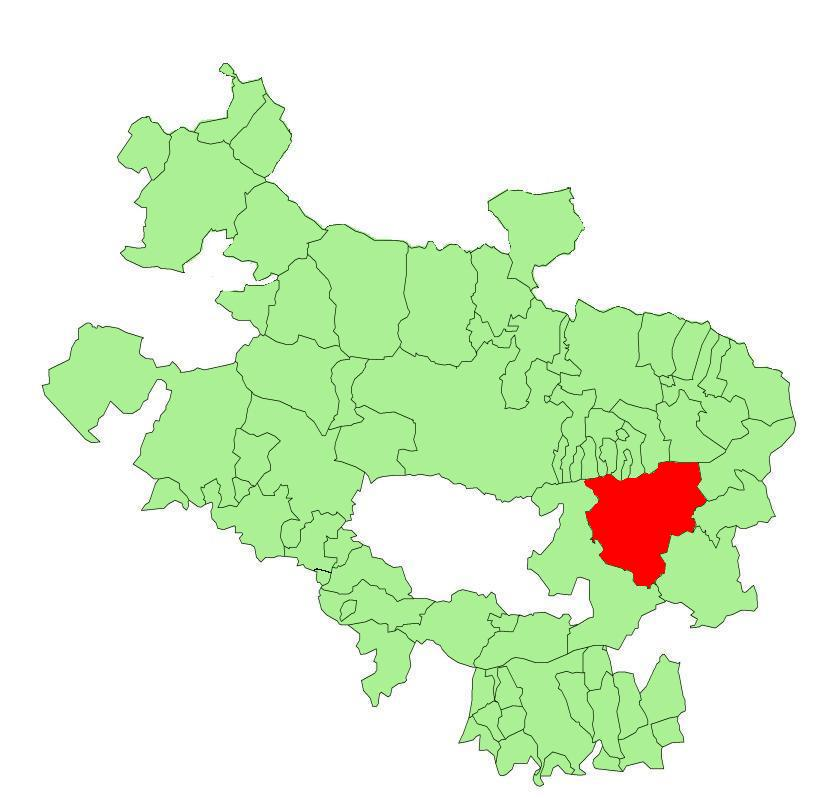
Extensión del municipio en la provincia de Álava

#### Concejos
El municipio está compuesto por 16 pueblos, divididos en 10 concejos.
| Concejo                 | Nombre oficial                                    | 2000 | 2005 | 2010 | 2015 | 2019 |
| ----------------------- | ------------------------------------------------- | ---- | ---- | ---- | ---- | ---- |
| Apellániz               | Apellániz/Apilaiz                                 | 107  | 103  | 95   | 88   | 91   |
| Atauri                  | Atauri                                            | 40   | 38   | 28   | 34   | 32   |
| Azáceta                 | Azazeta                                           | 24   | 34   | 33   | 41   | 45   |
| Corres                  | Korres                                            | 35   | 24   | 24   | 24   | 24   |
| Maestu                  | Maeztu/Maestu                                     | 259  | 310  | 307  | 320  | 328  |
| Onraita                 | Onraita/Erroeta                                   | 36   | 31   | 26   | 20   | 19   |
| Róitegui                | Róitegui/Erroitegi                                | 30   | 32   | 29   | 28   | 27   |
| Sabando                 | Sabando                                           | 44   | 40   | 37   | 41   | 39   |
| Real Valle de Laminoria | Real Valle de Laminoria/ Laminoriako Erret Harana |      |      |      |      |      |
| Alecha                  | Aletxa                                            | 31   | 31   | 34   | 26   | 31   |
| Arenaza                 | Arenaza/Areatza                                   | 10   | 8    | 7    | 5    | 5    |
| Cicujano                | Cicujano/Zekuiano                                 | 12   | 12   | 12   | 11   | 10   |
| Ibisate                 | Ibisate                                           | 8    | 6    | 6    | 6    | 6    |
| Leorza                  | Leorza/Elortza                                    | 9    | 14   | 14   | 13   | 15   |
| Musitu                  | Musitu                                            | 12   | 10   | 12   | 10   | 11   |
| Vírgala Mayor           | Vírgala Mayor                                     |      |      |      |      |      |
| Vírgala Mayor           | Vírgala Mayor/ Birgara Goien                      | 35   | 38   | 41   | 42   | 39   |
| Vírgala Menor           | Vírgala Menor                                     | 6    | 3    | 3    | 3    | 4    |
| Total                   | Total                                             | 698  | 734  | 708  | 712  | 726  |

Maestu es la capital y principal localidad del municipio con casi la mitad de su población. El concejo del Real Valle de Laminoria está formado por 6 pequeñas aldeas, siendo su capital Cicujano. Vírgala Menor depende del concejo de Vírgala Mayor. 

#### Despoblados
Despoblados del municipio:
| Despoblado      | Concejo                         | Localidad | Año despoblado        |  |
| --------------- | ------------------------------- | --------- | --------------------- |  |
| Aizpilleta      | Onraita Real Valle de Laminoria | Musitu    |                       |  |
| Atauri de Yuso  | Atauri                          |           |                       |  |
| Bahanesta       | Apellániz                       |           |                       |  |
| Donas           | Onraita                         |           |                       |  |
| Gesalba         | Maestu                          |           |                       |  |
| Igoroin         | Real Valle de Laminoria         | Musitu    |                       |  |
| Kerrianu        | Real Valle de Laminoria         | Musitu    | Antes de 1556         |  |
| Luzcando        | Real Valle de Laminoria         | Musitu    | Finales del siglo XIX |  |
| Oquerruri       | Sabando                         |           |                       |  |
| Sabando de Yuso | Sabando                         |           |                       |  |
| Santa Pía       | Real Valle de Laminoria         | Arenaza   |                       |  |
| Villaverde      | Azáceta                         |           |                       |  |
| Zalmadura       | Maestu                          |           |                       |  |